# 츠치구모

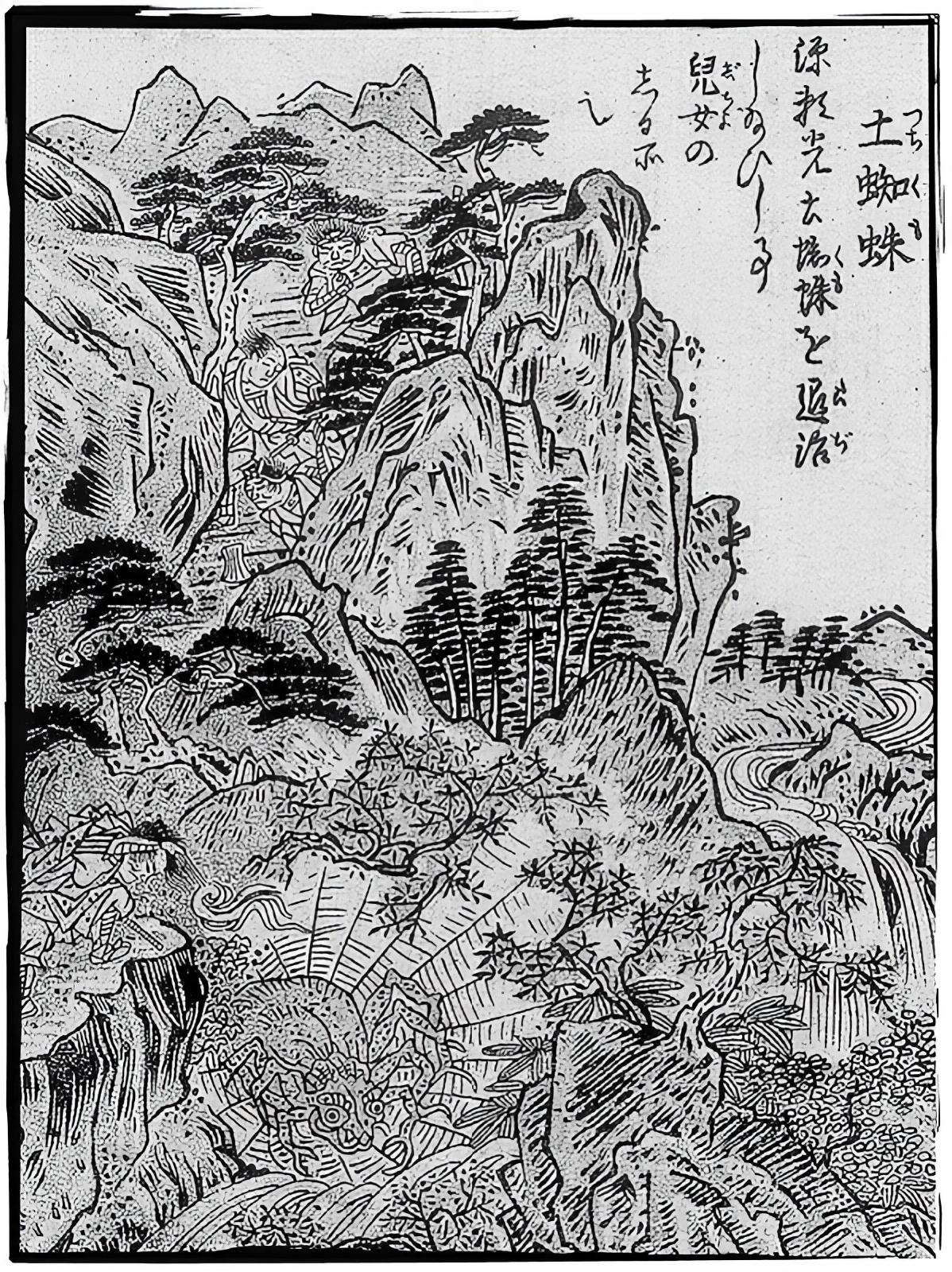
토리야마 세키엔의 『금석화도속백귀』 중 「츠치구모」.

츠치구모(일본어: 都知久母, 일본어: 土蜘蛛→땅 거미 또는 일본어: 土雲→땅 구름)란 상고시대 일본에서 야마토 왕권의 대왕(오오키미)에게 공순하지 않았던 토호(土豪)들을 가리킨 명칭이다. 일본 각지에 존재했으며, 단일한 세력의 이름이 아니다. 같은 존재를 다른 이름으로 국서(일본어: 国栖 쿠즈[*]), 야츠카하기(일본어: 八握脛／八束脛), 오오구모(일본어: 大蜘蛛→큰 거미)라고도 불렀다. "야츠카하기"에서 "츠카"는 길다[長]는 의미로, 즉 정강이가 길다는 의미가 있다. 근세 이후로는 거미 모양의 요괴로 인식되었다.
츠치구모들은 야마토 왕권에게 이민족 취급을 당했다. 『일본서기』 및 각국 풍토기에서는 그들이 “늑대의 성(性)과 올빼미의 정(情)”을 지녀 강포했으며, 산야에 석굴(이와무로)・토굴・보루를 쌓고 조정의 명에 따르지 않다가 주멸(誅滅)당하는 존재들로 표현되어 있다. 「진무기」에서는 츠치구모를 “단신이지만 팔다리가 길어, 난쟁이(侏儒 히키히토[*])와 비슷하다”고 형용했고, 『에치고국 풍토기』에서는 “정강이 길이가 여덟 뼘이고, 힘이 많고 크고 강하다”고 표현하는 등, 사람의 꼴이 아닌 이형의 존재로 묘사한 경우가 많다.
근세 이후로는 거미(蜘蛛) 모양의 요괴로 인식되게 되었다. 하지만 일본어 명칭을 한자로 가차해서 기록한 것이기 때문에, 원래 생물 거미와의 직접적인 관계는 없었다. 열대지방에 서식하는 타란툴라를 일본어로 "츠치구모"라고 부르기도 하지만, 이는 근대에 들어와 붙은 이름이라 전혀 무관하다.

## 같이 보기
- 낙신부